# 武 (横須賀市)
武（たけ）は、神奈川県横須賀市の地名。現行行政地名は武一丁目から武五丁目。住居表示実施済区域。

## 地理
横須賀市の南西部にある西地区に属している。

### 地価
住宅地の地価は、2023年（令和5年）1月1日の公示地価によれば、武1-25-7の地点で6万9000円/m2となっている。

## 世帯数と人口
2023年（令和5年）4月1日現在（横須賀市発表）の世帯数と人口は以下の通りである。
| 丁目     | 世帯数    | 人口    |
| -------- | --------- | ------- |
| 武一丁目 | 1,062世帯 | 1,997人 |
| 武二丁目 | 575世帯   | 1,134人 |
| 武三丁目 | 1,405世帯 | 2,916人 |
| 武四丁目 | 930世帯   | 1,842人 |
| 武五丁目 | 367世帯   | 824人   |
| 計       | 4,339世帯 | 8,713人 |

### 人口の変遷
国勢調査による人口の推移。
| 年                 | 人口   |
| ------------------ | ------ |
| 1995年（平成7年）  | 11,447 |
| 2000年（平成12年） | 11,434 |
| 2005年（平成17年） | 10,984 |
| 2010年（平成22年） | 10,514 |
| 2015年（平成27年） | 9,904  |
| 2020年（令和2年）  | 9,027  |

### 世帯数の変遷
国勢調査による世帯数の推移。
| 年                 | 世帯数 |
| ------------------ | ------ |
| 1995年（平成7年）  | 3,667  |
| 2000年（平成12年） | 3,904  |
| 2005年（平成17年） | 3,904  |
| 2010年（平成22年） | 3,911  |
| 2015年（平成27年） | 3,883  |
| 2020年（令和2年）  | 3,799  |

## 学区
市立小・中学校に通う場合、学区は以下の通りとなる（2022年3月時点）。
| 丁目     | 番・番地等 | 小学校                 | 中学校               |
| -------- | ---------- | ---------------------- | -------------------- |
| 武一丁目 | 全域       | 横須賀市立富士見小学校 | 横須賀市立武山中学校 |
| 武二丁目 | 全域       | 横須賀市立武山小学校   | 横須賀市立武山中学校 |
| 武三丁目 | 全域       | 横須賀市立富士見小学校 | 横須賀市立武山中学校 |
| 武四丁目 | 全域       | 横須賀市立武山小学校   | 横須賀市立武山中学校 |
| 武五丁目 | 全域       | 横須賀市立武山小学校   | 横須賀市立武山中学校 |

## 事業所
2021年（令和3年）現在の経済センサス調査による事業所数と従業員数は以下の通りである。
| 丁目     | 事業所数  | 従業員数 |
| -------- | --------- | -------- |
| 武一丁目 | 76事業所  | 639人    |
| 武二丁目 | 29事業所  | 126人    |
| 武三丁目 | 77事業所  | 854人    |
| 武四丁目 | 42事業所  | 333人    |
| 武五丁目 | 8事業所   | 25人     |
| 計       | 232事業所 | 1,977人  |

### 事業者数の変遷
経済センサスによる事業所数の推移。
| 年                 | 事業者数 |
| ------------------ | -------- |
| 2016年（平成28年） | 230      |
| 2021年（令和3年）  | 232      |

### 従業員数の変遷
経済センサスによる従業員数の推移。
| 年                 | 従業員数 |
| ------------------ | -------- |
| 2016年（平成28年） | 1,683    |
| 2021年（令和3年）  | 1,977    |

## 交通
- 神奈川県道26号横須賀三崎線

## 施設
- 横須賀市立武山中学校
- 神奈川県立武山支援学校
- 持経寺
- 東漸寺

## その他

### 日本郵便
- 郵便番号 : 238-0313[2]（集配局 : 長井郵便局[15]）。